# Augochlora mourei
Augochlora mourei là một loài Hymenoptera trong họ Halictidae. Loài này được Michener mô tả khoa học năm 1954.